# Space Ghost Coast to Coast
Space Ghost Coast to Coast (abbreviato SGC2C) è una serie televisiva animata statunitense del 1994, creata da Mike Lazzo.
Condotta da una versione reimmaginata del supereroe Space Ghost della Hanna-Barbera, la serie è un reboot di Space Ghost - Il Fantasma dello Spazio pensato per un pubblico di giovani adulti. Reinterpretato come una parodia surreale dei talk show, Space Ghost Coast to Coast utilizza gli stessi artwork animati della serie originale. Durante le prime due stagioni, la serie viene presentata come un serio talk show con battute sottotono, tuttavia le stagioni successive si basano maggiormente sul surrealismo e sul non sequitur.
Tra il 1992 e il 1993 Mike Lazzo, all'epoca direttore della programmazione di Cartoon Network, pensò ad un programma animato che fosse adatto agli adulti e che andasse in onda preferibilmente in seconda serata. Nel 1993 Andy Merrill e Jay Edwards hanno pensato al nome Space Ghost Coast to Coast durante una maratona di Space Ghost - Il Fantasma dello Spazio andata in onda su Cartoon Network. Lo stile di Space Ghost Coast to Coast è stato altamente criticato per via dell'ampio uso di umorismo surreale e non sequitur e per le tante parodie presenti.
Space Ghost Coast to Coast ha aiutato il lancio delle carriere di diversi animatori e produttori quali Adam Reed, Matt Thompson, Andy Merrill, Jim Fortier, Pete Smith, Michael Ouweleen, Erik Richter, Dave Willis e Matt Maiellaro.
La serie è stata trasmessa per la prima volta negli Stati Uniti su Cartoon Network dal 15 aprile 1994 al 22 luglio 2001, spostandosi successivamente su Adult Swim dal 2 settembre 2001 al 12 aprile 2004, per un totale di 93 episodi (e 4 speciali) ripartiti su nove stagioni. In seguito è stata rinnovata per altre due stagioni pubblicate su GameTap dal 30 maggio 2006 al 31 maggio 2008.
Dalla serie sono stati tratti quattro spin-off basati sulla serie: Cartoon Planet, The Brak Show, Aqua Teen Hunger Force e Harvey Birdman, Attorney at Law. Inoltre ha ispirato o influenzato la produzione di altre serie quali Sealab 2021, Perfect Hair Forever e The Eric Andre Show.

## Genere e struttura
La serie usa il talk show come formato principale. Varie celebrità sono apparse nello show come ospiti e vengono mostrate su uno schermo accanto alla scrivania di Space Ghost. A differenza dei vari personaggi della serie, gli ospiti non sono animati. Nei primi episodi dello show, Space Ghost credeva che i suoi ospiti fossero altri supereroi e di solito apriva l'intervista chiedendo loro quali fossero i loro superpoteri. Le interazioni tra Space Ghost e i suoi ospiti sono quasi sempre imbarazzanti e talvolta ostili. A volte gli ospiti non erano consapevoli della natura del programma in cui apparivano e le loro risposte spesso non corrispondevano alle domande poste da Space Ghost, poiché il dialogo del supereroe veniva scritto e registrato dopo. Questo metodo è stato eliminato negli episodi successivi e agli ospiti è stato consentito di interagire direttamente con i personaggi.
Il rapporto tra Space Ghost e i suoi collaboratori è peggiore di quello con gli ospiti. Il suo capobanda, una mantide parlante di nome Zorak, e il suo regista e produttore, un uomo di lava di nome Moltar, lavorano con Space Ghost come punizione per i loro crimini; tuttavia spesso disturbano o interrompono le interviste.
La maggior parte degli episodi di Space Ghost Coast to Coast durano circa 15 minuti, sebbene ci sono alcuni episodi di 30 minuti. In passato Cartoon Network trasmetteva spesso due episodi back-to-back per formare un blocco di programmazione di 30 minuti. Grazie all'uso del rotoscoping, le vecchie animazioni di Space Ghost, Zorak e Moltar provenienti da Space Ghost e Dino Boy sono state spostate e modificate sugli sfondi di Space Ghost Coast to Coast. Ogni episodio conta di un budget superiore ai 30.000 dollari.

## Trama
Dopo aver combattuto per quasi 40 anni, Space Ghost non è più un supereroe e ora si fa chiamare col suo vero nome, Tad Ghostal. Tuttavia, per rimanere al centro dell'attenzione, ha iniziato a condurre il suo talk show notturno nello spazio chiamato Space Ghost Coast to Coast. Con l'aiuto degli ex cattivi Zorak e Moltar, Space Ghost intervista le varie celebrità terrestri attraverso un videotelefono senza alcun apparente motivo.

## Episodi

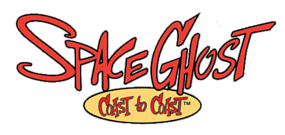
Logo della serie

| Stagione            | Episodi | Prima TV USA | Prima TV Italia |
| ------------------- | ------- | ------------ | --------------- |
| Prima stagione      | 10      | 1994         | inedita         |
| Seconda stagione    | 8       | 1995         | inedita         |
| Terza stagione      | 15      | 1996         | inedita         |
| Quarta stagione     | 24      | 1997-1998    | inedita         |
| Quinta stagione     | 11      | 1998         | inedita         |
| Sesta stagione      | 8       | 1999         | inedita         |
| Settima stagione    | 8       | 2001-2002    | inedita         |
| Ottava stagione     | 5       | 2003         | inedita         |
| Nona stagione       | 2       | 2004         | inedita         |
| Decima stagione     | 9       | 2006-2007    | inedita         |
| Undicesima stagione | 8       | 2007-2008    | inedita         |
| Speciali            | 5       | 1994-1996    | inediti         |

## Personaggi e doppiatori

### Personaggi principali

Da sinistra: Zorak, Moltar e Space Ghost

- Da sinistra: Zorak, Moltar e Space GhostSpace Ghost (stagioni 1-11), doppiato da George Lowe.
Un supereroe degli anni 60. Dopo aver combattuto per anni contro i malvagi Zorak, Brak, Moltar e altri, ha deciso di condurre un talk show. È un personaggio molto infantile, egoista e meschino e spesso ha poca considerazione verso il benestare dei suoi amici o dei suoi ospiti. In un'intervista con Conan O'Brien afferma di essere stato ucciso e che non è mai stato un supereroe spaziale.
- Zorak (stagioni 1-11), doppiato da C. Martin Croker.
Il leader della band The Original Way Outs. È un alieno con le sembianze di una mantide ed è noto per l'odio che rivolge nei confronti di Space Ghost. È il più cattivo di tutti, non ha rimorsi, non prova pietà per nessuno e agisce solo per soddisfare i propri fini personali. Era l'amico d'infanzia di Brak.
- Moltar (stagioni 1-11), doppiato da C. Martin Croker.
Il regista e produttore dello show di Space Ghost. Il suo corpo è composto interamente di lava ed è per questo che indossa un completo per mantenersi in piedi. È il personaggio più intelligente e competente fra tutti e, a volte, prova attrazione per Zorak, anche se Zorak non ricambia mai.

### Personaggi secondari
- The Original Way Outs (stagioni 1-11).
La band di Zorak.
- Brak (stagioni 1-8), doppiato da Andy Merrill.
Un adolescente alieno con le sembianze di un felino. Sebbene sia uno dei cattivi principali in Space Ghost - Il Fantasma dello Spazio, è meno minaccioso nello show di Space Ghost. È apparso periodicamente su SGC2C, spesso con il Consiglio del giudizio di cui era membro, ed è stato spesso vittimizzato da Space Ghost e altri criminali. Nell'episodio Jerk ha dirottato il talk show poiché voleva che il pubblico lo salutasse e decise di comporre anche l'intro e le altre varie musiche, all'imbarazzo di Space Ghost.
- Tansit (stagioni 3-6), doppiato da Don Kennedy.
Un uomo codardo e in sovrappeso, con costume e casco arancioni. Il suo abbigliamento lo fa apparire molto più minaccioso di quanto sia in realtà, ma non riesce a nascondere completamente il suo istinto. Sostituì Moltar come direttore del talk show per ben due volte, mandando tutto all'aria. La sua più grande paura è essere catturato da uno dei raggi di Space Ghost. È un membro del Consiglio del giudizio.
- Lokar (stagioni 1-5), doppiato da Andy Merrill.
Una locusta umanoide gigante incline a scoppi violenti. Parla con una voce britannica e ha un atteggiamento snob. Lokar sembra nutrire rancore nei confronti di Space Ghost e cerca costantemente di distruggerlo, probabilmente per la sua stoltezza verso qualsiasi cosa. Ha una lunga faida con Zorak ed è un membro del Consiglio del giudizio. Nell'episodio Pilot rivelò che in origine doveva essere lui il capo banda dello spettacolo al posto di Zorak; infatti Zorak fu assunto da Birdman poiché era stato insultato in continuazione da Lokar e il supereroe ha ordinato all'aquila Avenger di attaccarlo.
- Chad Ghostal (stagioni 2-4), doppiato da Brad Abelle.
Il fratello gemello malvaggio di Space Ghost. Si distingue da Space Ghost solo per la sua barba alla Van Dyke, disegnata molto rozzamente. È un beatnik, gli piace la musica jazz e parla con un vecchio slang in stile beatnik; tuttavia è anche molto malvagio. Chad è stato menzionato per la prima volta nell'episodio Jerk, dove chiama allo studio del programma per dire a Space Ghost che è fuggito dal manicomio e che sarà lì a breve.
- Harvey Birdman (stagioni 3-6), doppiato da Scott Finnell.
L'ospite del talk show negli episodi Pilot e Sequel. Rivendica il fatto di essere disoccupato e, ogni volta che appare, sembra che viva una giornata normale di routine. È diventato un avvocato nella serie spin-off Harvey Birdman, Attorney at Law.

## Produzione

### Ideazione e sviluppo
Nel 1991, Turner Entertainment ha acquistato la libreria d'animazione della Hanna-Barbera che, combinata ai precedenti acquisti delle librerie pre-1986 della Metro-Goldwyn-Mayer e della Fleischer Studios, comprendeva circa ottomila ore di programmazione animata. Il 18 febbraio 1992, Turner ha annunciato i suoi piani di lanciare Cartoon Network come sbocco per la loro considerevole libreria d'animazione. Il 1º ottobre 1992, con la nascita di Cartoon Network, la programmazione si avvaleva di sole repliche di vecchi cartoni animati e ciò non portò a guadagni elevati. La rete ha pensato quindi di creare una programmazione originale in modo tale che i ricavi delle nuove serie potessero sostenere la rete. Tuttavia, negli anni '90, prima che la tecnologia informatica diventasse esponenzialmente più economica, l'animazione era molto costosa da realizzare e stabilire un budget per creare serie originali era fuori questione per la neonata rete.
Il programmatore Mike Lazzo andò quindi dalla Turner a chiedere dei soldi per finanziare una nuova serie animata originale, tuttavia non ricevette niente a causa della poca disponibilità di denaro. Lazzo si ritrovò quindi costretto ad usare i suoi stessi fondi e nella primavera del 1993, tenne un incontro nel suo ufficio con i compagni di programmazione Khaki Jones e Andy Merrill. Durante l'incontro hanno discusso su un modo per riportare e rinnovare il cartone animato Wacky Races, mettendo insieme parti di alcuni episodi del cartone originale.  Secondo Lazzo, in quel momento, nella televisione del suo ufficio stava andando in onda un episodio pomeridiano di Space Ghost, uno dei suoi cartoni animati preferiti. In quel periodo, Cartoon Network si focalizzava su un personaggio della Hanna Barbera e trasmetteva le repliche di quella determinata serie per uno o due mesi e quell'anno, aprile e giugno sarebbero stati i mesi di Space Ghost. Da quel momento in poi, Lazzo ha pensato di spostare la sua idea iniziale su Space Ghost, il supereroe della Hanna-Barbera, e ha deciso di discuterne in ufficio con Jones e Merrill, i quali hanno accolto l'idea.
La serie è stata creata con l'intento di portare un cartone animato rivolto ad un pubblico adulto. Il nome della serie fu ideato da Khaki Jones, ex-sceneggiatore di Space Ghost Coast to Coast e vicepresidente delle serie di Disney Television Animation. In seguito, il nome fu pronunciato durante una maratona di Space Ghost - Il Fantasma dello Spazio ospitata da Andy Merrill e Jay Wade Edwards. L'episodio pilota della serie fu animato prelevando e manipolando alcune clip dal cartone animato Space Ghost e Dino Boy e prevedeva un'intervista stampa della CNN con l'attore Denzel Washington. L'episodio, dalla durata di due minuti, fu montato da Merrill dentro un magazzino di nastri, dove decise di aggiungere delle voci fuori campo di Space Ghost utilizzando un microfono RadioShack. Dopo aver presentato l'episodio pilota agli studi di Cartoon Network, questi lo considerarono molto approssimativo e cercarono una società di produzione hollywoodiana. Tuttavia, su richiesta di Lazzo, il dipartimento di programmazione ha deciso di mantenere la produzione ad Atlanta, la sede di Cartoon Network.
La serie iniziò a trasmettere dal 15 aprile 1994, ogni venerdì sera alle 11:00, con le repliche degli episodi il sabato sera. In seguito il programma fu spostato in varie fasce orarie notturne, di solito sempre nei fine settimana. Secondo Mike Lazzo "la serie rientra nella categoria della commedia postmoderna". Il 20 febbraio 1995 fu trasmesso un episodio speciale di Space Ghost Coast to Coast in contemporanea su Cartoon Network, TBS e TNT, in occasione dell'esordio di What a Cartoon! su Cartoon Network. Nello speciale Space Ghost ha intervistato alcuni registi, mentre il Consiglio del giudizio ha commentato le clip dei cartoni animati. Gli episodi di Space Ghost Coast to Coast portarono circa un 20% del pubblico su Cartoon Network. I primi episodi furono montati in un ripostiglio di fotocopiatrici e scritti nelle sale conferenza la sera dopo che gli esecutori della Turner tornavano a casa. Nel 2004, Cartoon Network trasmise l'ultimo episodio Live at the Fillmore. La fine della serie è dovuta a causa della fusione tra AOL e Time Warner nel 2000, che portà alla fine dei giorni a ruota libera e la separazione del cast. Nel 2006, due anni dopo la fine dell'ultimo episodio, il servizio streaming GameTap riportò Space Ghost Coast to Coast per altre due stagioni, tuttavia non era presente il coinvolgimento della maggior parte dei creatori originali.
Le sessioni della serie sono state registrate abitualmente con un microfono Oktava.

### Stile e animazione
Per mantenere bassi i costi di produzione, l'animazione della serie è stata prelevata dalla serie originale di Space Ghost e riconfiguarata su un nuovo set. Ogni episodio richiedeva fino a 1.000 filmati editati. Secondo Lazzo: "fondamentalmente quello che abbiamo fatto è prendere e utilizzare il rotoscope nella serie animata originale [di Space Ghost] degli anni '60 e non degli anni '80, giusto alcuni elementi chiave per il movimento delle labbra. Rimuovi l'immagine dal cartone originale e la inserisci in un qualsiasi sfondo che volevamo noi. Una volta che siamo stati in grado di fare ciò siamo andati dalla Crawford e gli abbiamo chiesto di creare uno sfondo. Una volta scelto un set 3D, la Crawford ha filmato il set da diverse angolazioni e poi la versione rotoscopata di Space Ghost è stata inserita in quel nuovo ambiente". C. Martin Croker, allora uno degli animatori della Crawford Communications, ha deciso di doppiare alcuni cattivi della serie originale, su desiderio della Cartoon Network.
L'animazione è prodotta da un gruppo di persone nella Turner Techwood Facility di Atlanta. Solitamente hanno impiegato circa due mesi per produrre un singolo episodio di 15 minuti, a causa dell'ampia sceneggiatura, montaggio e animazione.

### Scrittura
In genere le interviste su cui si basa ogni episodio coinvolgevano da due a quattro scrittori che fanno una lista di 15-20 domande sempre più casuali per gli ospiti. La sceneggiatura veniva scritta dopo che l'intervista era stata registrata, ciò permetteva ai produttori di montare liberamente il contenuto per umorismo. L'intervista veniva poi esaminata da uno o più scrittori interni o da liberi professionisti. Secondo Dave Willis, "lavoriamo su una sceneggiatura finché non ne siamo soddisfatti", prediligendo le situazioni ironiche e bizzarre senza prendere in giro altre persone oltre alla celebrità intervistata.
Gli sceneggiatori ricorrenti della serie includono: Matthew Maiellaro, Andy Merrill, Khaki Jones, Keith Crofford, Evan Dorkin, Sarah Dyer, Alan Laddie (nome d'arte dello staff di sceneggiatori della serie) Matt Harrigan, Dave Willis, Pete Smith, Jim Fortier, Chip Duffey e Mark Banker.
Altri sceneggiatori e produttori televisivi che hanno contribuito alla scrittura del programma sono: Billy Aronson, Chris Feresten, James Kirkconnell, Spike Feresten, Steve O'Donnell, David Greenberger, Nell Scovell, Joel Hodgson, Rob Thomas, Scott Lipe, Michael Cahill, Mike Lazzo, Rich Dahm, Ben Karlin, Sean LaFleur, Dan Vebber, Randolph Heard, Brian Posehn, Todd Hanson.
Alcuni degli sceneggiatori principali della serie appaiono nell'episodio Table Read della sesta stagione, in cui si mostrano durante un tavolo di lettura con i doppiatori C. Martin Croker e George Lowe e il produttore esecutivo Mike Lazzo per un episodio futuro della serie mentre spiegano il processo di produzione di Space Ghost Coast to Coast.

### Montaggio
Dopo la sceneggiatura viene creato un taglio approssimativo senza effetti sui software Avid Media Composer e Flame. Il montaggio viene eseguito internamente o da Bill Wilner presso Runway Editing a Santa Monica, in California. L'ex vicepresidente esecutivo Keith Crofford ha affermato che Avid è "lo strumento che ci consente [principalmente] di fare il programma". Il prodotto è soggetto nel frattempo a modifiche nel dialogo (o nella riproduzione radiofonica).
Il montaggio video è la parte più intricata della produzione. Le inquadrature dei personaggi principali del cartone Space Ghost - Il Fantasma dello Spazio vengono rotoscopate, un processo che rimuove digitalmente i personaggi dai vecchi sfondi. Gli editori sviluppano quindi una mappa del personaggio in modo tale da inserirli nei nuovi sfondi originali. Queste riprese sono prelevate dalle bobine originali che contengono circa 90 minuti di filmati.

## Sequenza di apertura

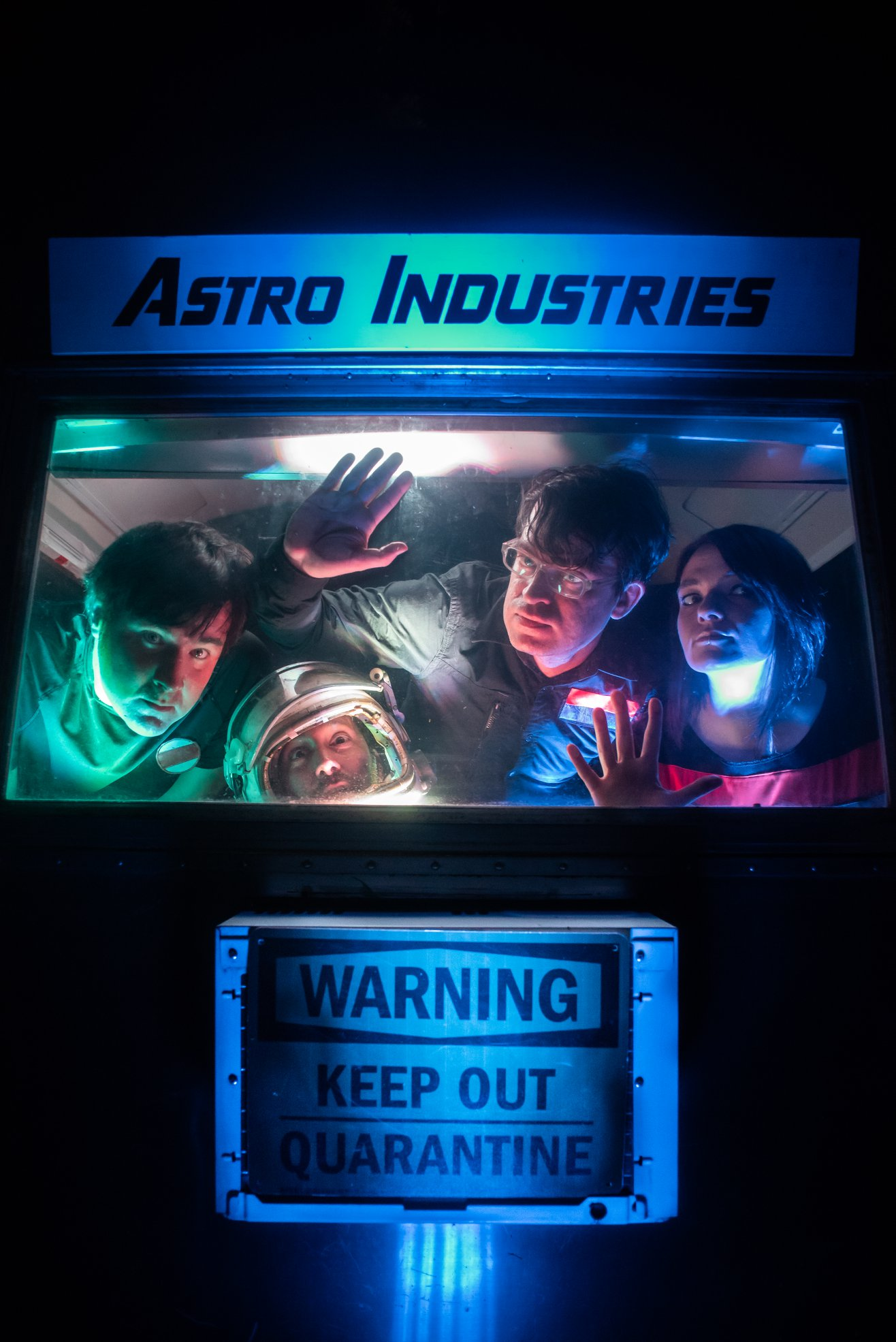
La band Man or Astro-man? ha composto il tema di chiusura dalla quarta alla sesta stagione della serie

Nelle prime stagioni della serie, la musica è stata interpretata da Zorak e la sua band "The Original Way-Out". La sigla originale Hit Single è stata composta da Sonny Sharrock alla chitarra, da Lance Carter alla batteria, da Eddie Horst al basso e da Alfreda Gerald alla voce. Sharrock e Carter hanno registrato un certo numero di canzoni per la serie, molte delle quali sono state inserite nell'album di Space Ghost Coast to Coast. Come tributo a Sharrock, che morì nel maggio 1994 poco dopo la messa in onda del primo episodio, l'episodio "Sharrock" contiene quasi quindici minuti di registrazioni inedite.
Dalla quarta alla sesta stagione è presente un nuovo tema di chiusura composto da Man or Astro-man?, mentre nelle stagioni successive il tema di apertura e i titoli di coda sono stati quasi completamente abbandonati. Sono state utilizzate diverse altre canzoni durante la sigla, come nell'episodio CHiPs dove è stata utilizzata la sigla dell'omonima serie televisiva. Per la quinta stagione era stato progettato anche un finale a tema musicale dalla durata di un'ora con i gruppi musicali Yo La Tengo e Cornershop, ma non fu mai prodotto.

## Distribuzione

### Trasmissione internazionale
- 15 aprile 1994 negli Stati Uniti d'America su Cartoon Network;[13][14][15]
- 1998 in America Latina su Cartoon Network;
- 1998 nel Regno Unito su Cartoon Network;
- 2002 in Australia su Adult Swim;[16]
- 1º settembre 2006 in Canada su Teletoon at Night;[17]
- settembre 2007 in Spagna su TNT;[18]
- 3 aprile 2009 in Russia su 2x2;
- Germania su TNT Comedy;[19]
- Filippine su Cartoon Network;[20]

### Edizioni home video
| Volume | Episodi | Data di pubblicazione DVD | Data di pubblicazione DVD | Data di pubblicazione DVD |
| Volume | Episodi | Regione 1                 | Regione 2                 | Regione 4                 |
| ------ | ------- | ------------------------- | ------------------------- | ------------------------- |
| 1      | 16      | 18 novembre 2003          | TBA                       | 6 giugno 2007             |
| 2      | 14      | 16 novembre 2004          | TBA                       | 20 febbraio 2008          |
| 3      | 24      | 12 aprile 2005            | TBA                       | 8 ottobre 2008            |
| 4      | 11      | 7 dicembre 2007           | N/A                       | 4 febbraio 2009           |
| 5      | 16      | 11 settembre 2008         | N/A                       | 7 ottobre 2009            |

## Accoglienza

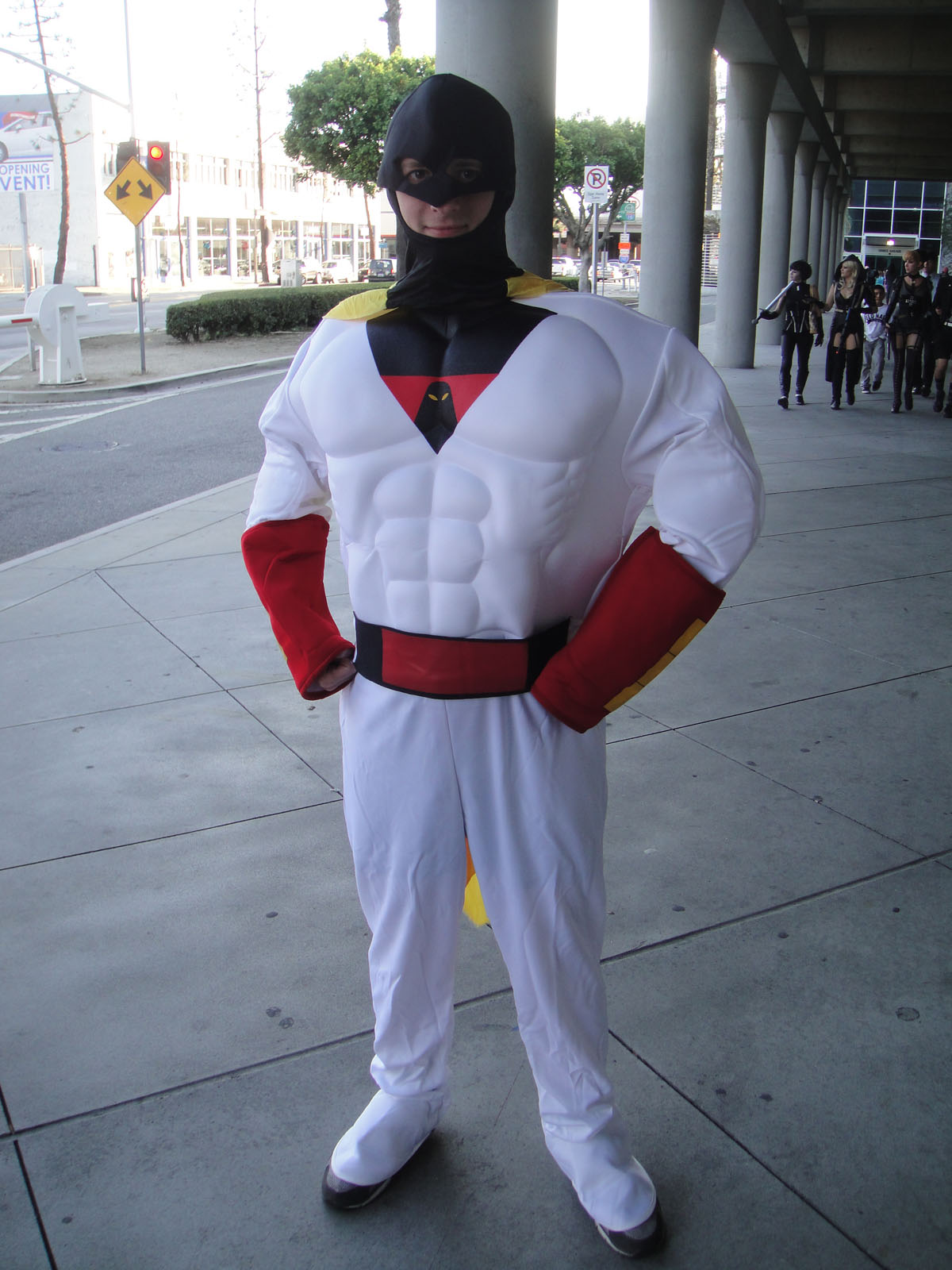
Cosplay di Space Ghost al Comikaze Expo nel 2011

Space Ghost Coast to Coast è stato uno dei programmi più seguiti e di successo di Cartoon Network e ha goduto di grande popolarità tra gli spettatori di ogni età, nonostante sia indirizzata per un pubblico adulto.
La serie ha aperto un vero e proprio mercato pubblicitario incentrato sul protagonista Space Ghost, il quale è stato anche la mascotte ufficiale di Cartoon Network per diversi anni. La ripercussione del programma è stata talmente forte negli anni che quattro rocce presenti sul pianeta Marte portano i nomi di Space Ghost, Zorak, Moltar e Brak. Secondo IGN, Space Ghost Coast to Coast è al 37º posto nella lista delle migliori serie televisive animate in assoluto.

## Riconoscimenti
- Annie Award
  - 1999 - Candidatura al miglior risultato individuale per la scrittura in una produzione televisiva animata a Evan Dorkin e Sarah Dyer per l'episodio Lawsuit[22]
- Teen Choice Award
  - 2000 - Candidatura al TV - Choice Personality

## Altri media

### Serie spin-off

#### Cartoon Planet

Logo di Cartoon Planet

Nel 1995 è stato creato il primo spin-off della serie intitolato Cartoon Planet. Trasmesso inizialmente su TBS come blocco di programmazione dalla durata di un'ora, la serie vede protagonisti Space Ghost, Zorak e Brak in una parodia dei programmi di varietà e include cartoni animati e cortometraggi della libreria Turner Entertainment. Successivamente è stata spostata su Cartoon Network, terminando la produzione di nuovo materiale nel 1997 e riconfezionando gli episodi precedentemente trasmessi in un formato di mezz'ora con l'assenza delle clip dei cartoni animati. Nel 2012 è stata rinnovata da Adult Swim per altre due stagioni.

#### The Brak Show
Nel dicembre 2000, Cartoon Network ha trasmesso l'episodio pilota di The Brak Show come parte della loro "Programmazione speciale". Un anno dopo, con l'arrivo di Adult Swim, la serie si è spostata sul blocco iniziando ufficialmente le sue trasmissioni. Parodia delle sitcom americane degli anni '60, la serie reimmagina Brak che vive con i suoi genitori in un piccolo sobborgo in stile americano di un pianeta non specificato e che passa le giornate con il suo amico Zorak. Nel 2007, un webisodio basato sulla serie è stato pubblicato sul sito ufficiale di Adult Swim.

#### Aqua Teen Hunger Force
Un terzo spin-off intitolato Aqua Teen Hunger Force è stato mostrato ufficiosamente su Cartoon Network durante la notte del 30 dicembre 2000, insieme ad Harvey Birdman, Attorney at Law. In seguito è stata presa per una serie completa da Adult Swim ed è stata trasmessa a partire dal 9 settembre 2001.
I personaggi principali Frullo, Fritto e Polpetta sono stati concepiti originariamente durante un episodio mai realizzato della sesta stagione di Space Ghost Coast to Coast nel 1999. Fu scartato a causa della mancanza di Space Ghost per la maggior parte dell'episodio ed è stato successivamente prodotto come parte dell'ottava stagione col titolo Baffler Meal, trasmesso il 1º gennaio 2003.

#### Harvey Birdman, Attorney at Law
Il 30 dicembre 2000, oltre alla messa in onda di Aqua Teen Hunger Force, è andato in onda su Cartoon Network un quarto spin-off chiamato Harvey Birdman, Attorney at Law, incentrato sulle vicende giudiziarie del supereroe Harvey Birdman. La serie è stata comprata da Adult Swim e trasmessa ufficialmente dal 23 settembre 2001 al 22 luglio 2007.
Da Harvey Birdman, Attorney at Law sono stati tratti un episodio speciale intitolato Harvey Birdman: Attorney General andato in onda il 15 ottobre 2018 e uno spin-off intitolato Birdgirl, presentato in anteprima il 5 aprile 2021.

### Dark Side of the Ghost Planet Planetarium Tour
Un episodio speciale intitolato Dark Side of the Ghost Planet Planetarium Tour è stato mostrato durante un tour indetto da Cartoon Network e Turner in alcuni planetari degli Stati Uniti. Il tour è stato presentato dal 9 febbraio al 16 marzo 1996 e toccava le città di San Francisco, Los Angeles, Seattle, Chicago, Boston, New York, Pittsburgh, Atlanta e San Diego.
Oltre a contenuti originali, lo special presentava i due episodi in anteprima $20.01 e Transcript, l'episodio Explode, video musicali, un'anteprima dell'intervista con Thurston Moore (dal futuro episodio Sharrock) e due episodi di Space Ghost - Il Fantasma dello Spazio intitolati Zorak e Gli altiforni di Moltar.

### Cortometraggi
Dopo la conclusione della serie, Space Ghost Coast to Coast è stato protagonista di diverse clip e cortometraggi posti a pubblicizzare un film o l'evento discusso e la serie stessa. Il 13 dicembre 2009, Adult Swim ha trasmesso un'intervista di sessanta secondi con l'attrice Zoe Saldana per promuovere l'uscita imminente di Avatar. Nel 2010 è stata trasmessa un'intervista con Jack Black come promozione per il film I fantastici viaggi di Gulliver. Nel maggio 2010, Space Ghost ha intervistato Steve Nash, ex cestista dell'NBA, promuovendo la Vitamin Water anche sul sito ufficiale di Adult Swim. Durante il Pesce d'Aprile del 2011, Adult Swim ha trasmesso il film The Room, con Space Ghost che ha intervistato l'attore Tommy Wiseau durante le interruzioni pubblicitarie. Il 10 agosto 2012, come promozione per il film Candidato a sorpresa, il supereroe ha intervistato gli attori Will Ferrell e Zach Galifianakis.

### Fumetti
I fumetti di Space Ghost Coast to Coast sono stati pubblicati nei fumetti antologici Carton Network Present, Cartoon Network Starring e Cartoon Cartoons della DC Comics da settembre 1997 al 2003.

## Citazioni e riferimenti
La serie e i personaggi di Space Ghost Coast to Coast sono stati citati in altri media televisivi e film sia di Cartoon Network e Adult Swim che di altre reti. Tra questi sono presenti: Mystery Science Theater 3000: uno spettacolo ai confini della realtà...! e WCW Monday Nitro.
Una maglietta di Brak è apparsa nel film Costi quel che costi. Il programma viene menzionato dalla protagonista della serie televisiva Veronica Mars nell'episodio Dietro le sbarre. Un fumetto di Space Ghost Coast to Coast è presente nella serie The Flash, nell'episodio Heat Wave, nel vecchio zaino di Barry.
Il programma viene parodiato nella serie animata Mucca e Pollo di Cartoon Network, nell'episodio La notte di Halloween, in cui il Rosso si traveste da "Fantasma Notturno" cercando di truffare le persone tramite il suo programma a chiamate Dead Ghost, Coast to Coast. Space Ghost è apparso inoltre nella serie animata Le Superchicche, nell'episodio Riservato ai soci, tra il pubblico. In Due fantagenitori è presente una parodia di Space Ghost nell'episodio Fanta Zapping, in cui i protagonisti vanno nel programma Space Spectre. I protagonisti di Space Ghost Coast to Coast appaiono in Johnny Bravo nell'episodio Il mega appuntamento di Adam West. Il nome del programma cambiato in Regular Ghost, Coast to Coast viene citato in Futurama nell'episodio Il flusso impossibile.